# Mercado Integrado Latinoamericano
El Mercado Integrado Latinoamericano (MILA) es la integración bursátil transnacional creada el 8 de junio de 2010 por la Bolsa de Comercio de Santiago, la Bolsa de Valores de Colombia y la Bolsa de Valores de Lima, teniendo las primeras operaciones el 30 de mayo de 2011. Siendo hasta diciembre de 2014 que ingresó la Bolsa Mexicana de Valores, con el propósito de crear un patrimonio único de los cuatro países miembros de la Alianza del Pacífico, convirtiéndola actualmente en la segunda bolsa de valores más grande de América Latina.

## Objetivo
La integración tiene como objetivo desarrollar el mercado de capitales a través de la integración de los cuatro países, para dar a los inversionistas una mayor oferta de valores, emisores y las más grandes fuentes de financiamiento. El MILA es en gran medida una parte de los esfuerzos de integración económica entre la Alianza del Pacífico y sus países miembros: Chile, Colombia, México y Perú.

## Historia

### Creación
El Mercado Integrado Latinoamericano MILA es el resultado del acuerdo firmado entre la Bolsa de Comercio de Santiago, la Bolsa de Valores de Colombia y la Bolsa de Valores de Lima, así como el Depósito Central de Valores del Banco de la República (DCV), el Depósito Centralizado de Valores de Colombia (Deceval) y la Caja de Valores y Liquidaciones de Perú (Cavali), las cuales, desde 2009, iniciaron el proceso de creación de un mercado regional para la negociación de títulos de renta variable de los tres países.
El convenio se materializó definitivamente el 8 de junio de 2010, y tras varios meses de trabajo conjunto, en el que participaron los principales actores de los tres mercados y los gobiernos de cada país, el 30 de mayo de 2011 el MILA entró en operación para abrir un mundo de oportunidades a inversionistas e intermediarios de Chile, Colombia y Perú, quienes desde entonces pueden comprar y vender las acciones de las tres plazas bursátiles, simplemente a través de un intermediario local.

### Incorporación de la Bolsa Mexicana
La Bolsa Mexicana de Valores y el Instituto para el Depósito de Valores (Indeval), se integraron al MILA en junio del 2014 tras haber firmado un acuerdo para iniciar los estudios de viabilidad que permitió la inclusión completa de la Bolsa Mexicana de Valores en el MILA por lo cual adquirió un total de 3.79 millones de acciones de la Bolsa de Valores de Lima (BVL), equivalente a 6.7% de los títulos de la Serie A de dicho mercado. Esto como parte de un acuerdo para la integración con el Mercado Integrado Latinoamericano (MILA), con lo que se crearía la segunda bolsa de valores más grande de América Latina por capitalización bursátil, después de la Bolsa de Valores de São Paulo.

## Capitalización en el mercado de las bolsas
La capitalización de mercado (también llamada valor de mercado) es el precio de las acciones multiplicado por la cantidad de acciones en circulación. Las compañías nacionales que cotizan en bolsa son las empresas constituidas dentro de las bolsas del MILA que al cierre del ejercicio cotizan en las bolsas de valores de cada país. 
| N.º | Logo | Imagen | Bolsa de valores                    | Sede              | País                 | Capitalización 2020  |
| --- | ---- | ------ | ----------------------------------- | ----------------- | -------------------- | -------------------- |
| 1   |      |        | Bolsa Mexicana de Valores (BMV)     | Ciudad de México  | México               | 399,617 mil millones |
| 2   |      |        | Bolsa de Comercio de Santiago (BCS) | Santiago de Chile | Chile                | 184,549 mil millones |
| 3   |      |        | Bolsa de Valores de Colombia (BVC)  | Bogotá            | Colombia             | 106,315 mil millones |
| 4   |      |        | Bolsa de Valores de Lima (BVL)      | Lima              | Perú                 | 207,485 mil millones |
|     |      |        | MILA                                |                   | Alianza del Pacífico | 777,573 mil millones |